# 직무발명
직무발명(職務発明)은 종업원·법인의 임원 또는 공무원(종업원 등)이 그 직무에 관하여 발명한 것이 성질상 사용자·법인 또는 국가나 지방자치단체(사용자 등)의 업무범위에 속하고, 그 발명을 
하게 된 행위가 종업원 등의 현재 또는 과거의 직무에 속하는 발명을 말한다.

## 종업원 발명의 종류
종업원이 한 발명중에서 회사의 업무범위에는 속하나 자신의 직무범위에 속하지 않는 발명은 업무발명이라고 부르고, 회사의 업무범위에도 속하지 않는 발명은 자유발명이라고 부르기도 하나, 직무발명 이외의 업무발명과 자유발명은 모두 자유발명(개인발명)으로서 법적 취급의 차이는 없다.

## 직무발명에 대한 보상
기업들은 일반적으로 직원의 발명품을 장려하기 위하여 발명 보상 시스템을 제공하고, 많은 국가에서 직무발명 제도가 법률에 의하여 정하여 있다. 직무발명에 따른 보상은 시기적으로는 특허출원시, 실시 및 권리화 이전, 자사에서 실시한 때 및 타인에 라이선스, 권리양도를 한 때 등에 부여되고, 내용적으로는 금전적 보상,비금전적 보상, 인사처우 등이 있다.